# Mahyalar
Mahyalar ist ein Ortsteil (Mahalle) im Landkreis Kozan der türkischen Provinz Adana mit 229 Einwohnern (Stand: Ende 2024). Im Jahr 2011 hatte Mahyalar 250 Einwohner.